# Джон Метгод
Джон Метгод (нід. John Metgod, нар. 27 лютого 1958, Амстердам) — нідерландський футболіст, захисник. По завершенні ігрової кар'єри — тренер. Наразі входить до тренерського штабу клубу «Дербі Каунті».

## Клубна кар'єра
У дорослому футболі дебютував у 1975 році виступами за команду клубу «Гарлем», в якій провів один сезон, взявши участь у 32 матчах чемпіонату. 
Своєю грою за цю команду привернув увагу представників тренерського штабу клубу АЗ, до складу якого приєднався 1976 року. Відіграв за команду з Алкмара наступні шість сезонів своєї ігрової кар'єри. Більшість часу, проведеного у складі «АЗ», був гравцем захисту основного складу команди.
Згодом з 1982 до 1988 року грав у складі команд клубів «Реал Мадрид», «Ноттінгем Форест» та «Тоттенгем Готспур». Протягом цих років виборов титул володаря Кубка Нідерландів.
У 1988 році перейшов до клубу «Феєнорд», за який відіграв 6 сезонів. Граючи у складі «Феєнорда» також здебільшого виходив на поле в основному складі команди. За цей час додав до переліку своїх трофеїв титул чемпіона Нідерландів, знову ставав володарем Кубка Нідерландів (тричі), володарем Суперкубка Нідерландів. Завершив професійну кар'єру футболіста виступами за команду «Феєнорд» у 1994 році.

## Виступи за збірну
У 1978 році дебютував в офіційних матчах у складі національної збірної Нідерландів. Протягом кар'єри у національній команді, яка тривала 6 років, провів у формі головної команди країни 21 матч, забивши 4 голи.
У складі збірної був учасником чемпіонату Європи 1980 року в Італії.

## Кар'єра тренера
Розпочав тренерську кар'єру невдовзі по завершенні кар'єри гравця, у 1995 році, увійшовши до тренерського штабу клубу «Ексельсіор» (Роттердам).
В подальшому очолював команди клубів «Ексельсіор» (Роттердам) та «Феєнорд», а також входив до тренерських штабів клубів «Феєнорд» та «Портсмут».
Наразі входить до тренерського штабу клубу «Дербі Каунті».

## Титули і досягнення
- Чемпіон Нідерландів (2):

АЗ:  1980–81
«Феєнорд»:  1992–93
- Володар Кубка Нідерландів (6):

АЗ:  1977–78, 1980–81, 1982–83
«Феєнорд»:  1990–91, 1991–92, 1993–94
- Володар Суперкубка Нідерландів (1):

«Феєнорд»:  1991